# Calliandra hirsuticaulis
Calliandra hirsuticaulis är en ärtväxtart som beskrevs av Hermann August Theodor Harms. Calliandra hirsuticaulis ingår i släktet Calliandra och familjen ärtväxter. Inga underarter finns listade i Catalogue of Life.